# Zeaxantina epossidasi
La zeaxantina epossidasi è un enzima appartenente alla classe delle ossidoreduttasi, che catalizza la seguente reazione:
zeaxantina + NAD(P)H + H+ + O2 ⇄ anteraxantina + NAD(P)+ + H2O
anteraxantina + NAD(P)H + H+ + O2 ⇄ violaxantina + NAD(P)+ + H2O
L'enzima è una flavoproteina (FAD), che è attiva sotto condizioni di luce scarsa. Assieme alla violaxantina de-epossidasi (numero EC 1.10.99.3), fa parte del ciclo della xantofilla (o violaxantina), che è coinvolto nel proteggere le piante dal danno causato dall'eccessiva luce. Inoltre epossida la luteina in alcune specie di piante superiori.